# António Manuel Moiteiro Ramos
António Manuel Moiteiro Ramos (Aldeia de João Pires, Penamacor, 17 de Maio de 1956) é um bispo católico português, sendo actualmente Bispo de Aveiro.
Natural do Distrito de Castelo Branco e da Diocese da Guarda, frequentou os Seminários Diocesanos do Fundão e da Guarda, sendo ordenado sacerdote a 8 de Abril de 1982 e nomeado Vigário Paroquial das paróquias de São Vicente e de São Miguel da Guarda. Em 1987 foi nomeado pároco, como membro de uma equipa sacerdotal, das paróquias de São Miguel da Guarda, Alvendre, Avelãs de Ambom, Rocamondo e Vila Franca do Deão e, em 1996, é nomeado Director Espiritual do Seminário Maior da Guarda, acumulando, ao mesmo tempo, com a assistência pastoral às paróquias de João Antão, Santa Ana d’Azinha e Panoias. Em 2006, e também como membro de uma equipa sacerdotal, foi nomeado pároco da Sé e de São Vicente, na cidade da Guarda.
Para além da paroquialidade exerceu, ao longo destes 30 anos de sacerdote, outros serviços na diocese da Guarda, tais como o de Responsável pelos Departamentos de Catequese da Infância e Adolescência e do Ensino da Igreja nas Escolas e, actualmente, o de Director do Secretariado Diocesano da Educação Cristã, Coordenador da Pastoral, Assistente Diocesano das Conferências Vicentinas, Membro do Conselho Presbiteral, do Conselho Episcopal e do de Pastoral.
Em 3 de Setembro de 2005 foi nomeado Assistente Geral da Liga dos Servos de Jesus, uma Associação Pública de Fiéis, fundada, em 1924, pelo bispo-auxiliar da diocese da Guarda, D. João de Oliveira Matos, tendo, no momento actual, 23 comunidades em Portugal e uma em Angola e, em 2006, Vice-Postulador do Processo de Beatificação e Canonização do Servo de Deus.
Entre 1984–1986 fez a licenciatura em Teologia, com especialidade em catequética, no Instituto Superior de Teologia San Dâmaso, em Madrid, filiado na Universidade Pontifícia de Salamanca e, nos anos 1994–1996, frequentou as aulas no Instituto Superior de Pastoral, em Madrid, concluindo o doutoramento em Teologia Pastoral, em 1997, com a tese «Os catecismos portugueses da infância e adolescência de 1953–1993». Desde 1987 foi professor de catequética no Seminário Maior da Guarda e, actualmente, é professor de teologia pastoral no Instituto Superior de Teologia Beiras e Douro, com sede em Viseu.
De entre as várias publicações do autor destacamos as que se dedicam à catequese e à formação de catequistas: 
1991 – Membro da equipa que elaborou os catecismos do Programa Nacional de Catequese Jesus gosta de Mim (1.º ano) e Estou com Jesus (2.º ano).
1998 – Guia de leitura do Directório Geral de Catequese.
1998 – Os catecismos portugueses da infância e adolescência de 1953–1993.
2003 – A catequese na diocese da Guarda.
2006 – Procuramos o rosto de Deus e Celebramos o encontro com Cristo.
Foi nomeado bispo-auxiliar da Arquidiocese de Braga a 8 de Junho de 2012 pelo Papa Bento XVI, com o título de bispo-titular de Cabarsussos. Foi ordenado a 12 de Agosto de 2012 na Sé da Guarda pelo cardeal D. José Saraiva Martins, pelo bispo D. Manuel da Rocha Felício e pelo arcebispo D. Jorge Ortiga. Escolheu para seu lema episcopal: "É preciso que Jesus reine" (1 Cor 15,25)
No dia 4 de Julho de 2014 foi nomeado Bispo de Aveiro pelo Papa Francisco, sucedendo a D. António Francisco dos Santos.